# Burne Hogarth
Burne Hogart (Chicago, 25 dicembre 1911 – Angoulême, 28 gennaio 1996) è stato un fumettista statunitense.
Sebbene la sua principale attività sia stata il disegnatore di fumetti, egli ha spaziato in tutta la gamma dei campi artistici: infatti è stato anche illustratore, incisore, insegnante, pittore, scrittore e teorico dell'arte. È autore di numerosi libri di anatomia artistica.

## Biografia
Burne Hogarth studia storia dell'arte e antropologia al Crane College, alla Northwestern University di Chicago e poi alla Columbia University di New York.
All'età di 15 anni collabora con l'Associated Editors Syndicate come illustratore di rubriche sportive e una di curiosità ovvero Chiese celebri del mondo. A 18 anni è costretto a riprendere la sua attività di illustratore con Occupazioni bizzarre e strani incidenti per la Leeds Features dopo aver creato il suo primo fumetto: Ivy Hemmanhaw per la Barnett Brown Company che non ha avuto troppo successo.
Nel 1933 lavora come insegnante di storia dell'arte per la Work Progress Administration, impiego che lascia dopo solo un anno per trasferirsi a New York e lavorare nella King Features Syndicate e successivamente per la Mac Naught Syndicate. Per quest'ultima disegna la strip Pieces of Eight ovvero un fumetto di pirati scritto da Charles Driscoll.
Nel 1936 subentra a Hal Foster per la realizzazione delle storie di Tarzan per la United Syndicate.

## Opere

### Fumetti
- Tarzan
- Drago

### Manuali di disegno
- Anatomia dinamica per l'artista - EAN 978-8882890834
- Come disegnare la figura vestita e riprodurre nel migliore dei modi pieghe e drappeggi - EAN 978-8882893941
- Il disegno della figura in movimento - EAN 978-8881839773
- Come disegnare il chiaroscuro - EAN 978-8882893729
- Come disegnare le mani - EAN 978-8882893934
- Come disegnare la testa - EAN 978-8882894597

## Riconoscimenti
- Premio Caran d'Ache una vita per l'illustrazione al Salone Internazionale dei Comics (1984)